# Зойцах
Зойцах (нім. Seuzach) — громада  в Швейцарії в кантоні Цюрих, округ Вінтертур.

## Географія
Громада розташована на відстані близько 120 км на північний схід від Берна, 23 км на північний схід від Цюриха.
Зойцах має площу 7,6 км², з яких на 31,1% дозволяється будівництво (житлове та будівництво доріг), 43,4% використовуються в сільськогосподарських цілях, 25% зайнято лісами, 0,5% не є продуктивними (річки, льодовики або гори).

## Демографія
2019 року в громаді мешкало 7440 осіб (+5,4% порівняно з 2010 роком), іноземців було 13,3%. Густота населення становила 984 осіб/км².
За віковим діапазоном населення розподілялося таким чином: 17,8% — особи молодші 20 років, 58,5% — особи у віці 20—64 років, 23,7% — особи у віці 65 років та старші. Було 3335 помешкань (у середньому 2,2 особи в помешканні).
Із загальної кількості 2641 працюючого 46 було зайнятих в первинному секторі, 624 — в обробній промисловості, 1971 — в галузі послуг.